# Malaysian Open 2012
Il Malaysian Open 2012 (conosciuto anche come Proton Malaysian Open 2012 per ragioni di sponsor) è stato un torneo di tennis giocato su campi in cemento indoor. È stata la quarta edizione del Malaysian Open, che fa parte della categoria ATP Tour 250 nell'ambito dell'ATP World Tour 2012. Si è giocato al Bukit Jalil Sports Complex di Kuala Lumpur, in Malaysia, dal 24 al 30 settembre 2012.

## Partecipanti

### Teste di serie
| Nazionalità | Giocatore            | Ranking | Testa di serie* |
| ----------- | -------------------- | ------- | --------------- |
| Spagna      | David Ferrer         | 5       | 1               |
| Argentina   | Juan Mónaco          | 11      | 2               |
| Giappone    | Kei Nishikori        | 17      | 3               |
| Ucraina     | Aleksandr Dolhopolov | 19      | 4               |
| Spagna      | Feliciano López      | 32      | 5               |
| Spagna      | Pablo Andújar        | 33      | 6               |
| Francia     | Julien Benneteau     | 34      | 7               |
| Austria     | Jürgen Melzer        | 37      | 8               |

* Le teste di serie sono basate sul ranking al 17 settembre 2012.

### Altri partecipanti
I seguenti giocatori hanno ricevuto una wildcard per il tabellone principale:
- Philip Davydenko
- Ariez Elyaas Deen Heshaam
- Jimmy Wang

I seguenti giocatori sono passati dalle qualificazioni:

- Dominic Inglot
- Michael Yani
- Riccardo Ghedin
- Julian Knowle

## Campioni

### Singolare
Juan Mónaco ha sconfitto in finale  Julien Benneteau con il punteggio 7-5, 4-6, 6-3.
- È il quarto titolo del 2012, il settimo in carriera.

### Doppio
Alexander Peya /  Bruno Soares hanno sconfitto in finale  Colin Fleming /  Ross Hutchins con il punteggio 5-7, 7-5, [10-7].